# Michael Rasmussen (hockey sobre hielo)
Michael Rasmussen (Surrey, Columbia Británica, 17 de abril de 1999) es un jugador profesional canadiense de hockey sobre hielo que se desempeña en la posición de centro en Detroit Red Wings, equipo de la National Hockey League (NHL).

## Carrera
Fue seleccionado en la primera ronda en la NHL Entry Draft de 2017. En 2018, hizo su debut en la NHL con el equipo Detroit Red Wings, donde lleva jugando cinco temporadas.